# IPod

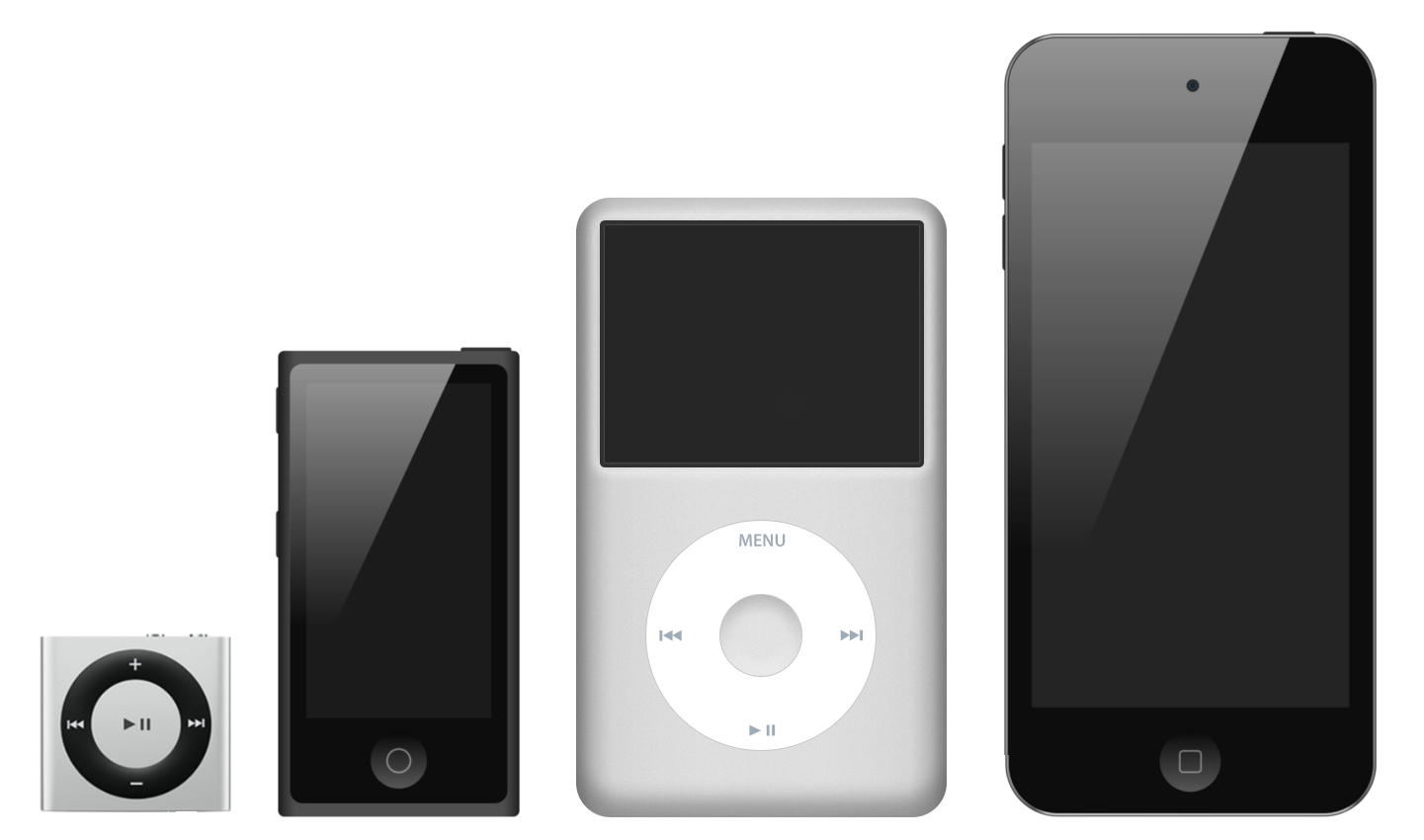
iPod termékcsalád (iPod Shuffle, iPod Nano, iPod Classic és iPod Touch)

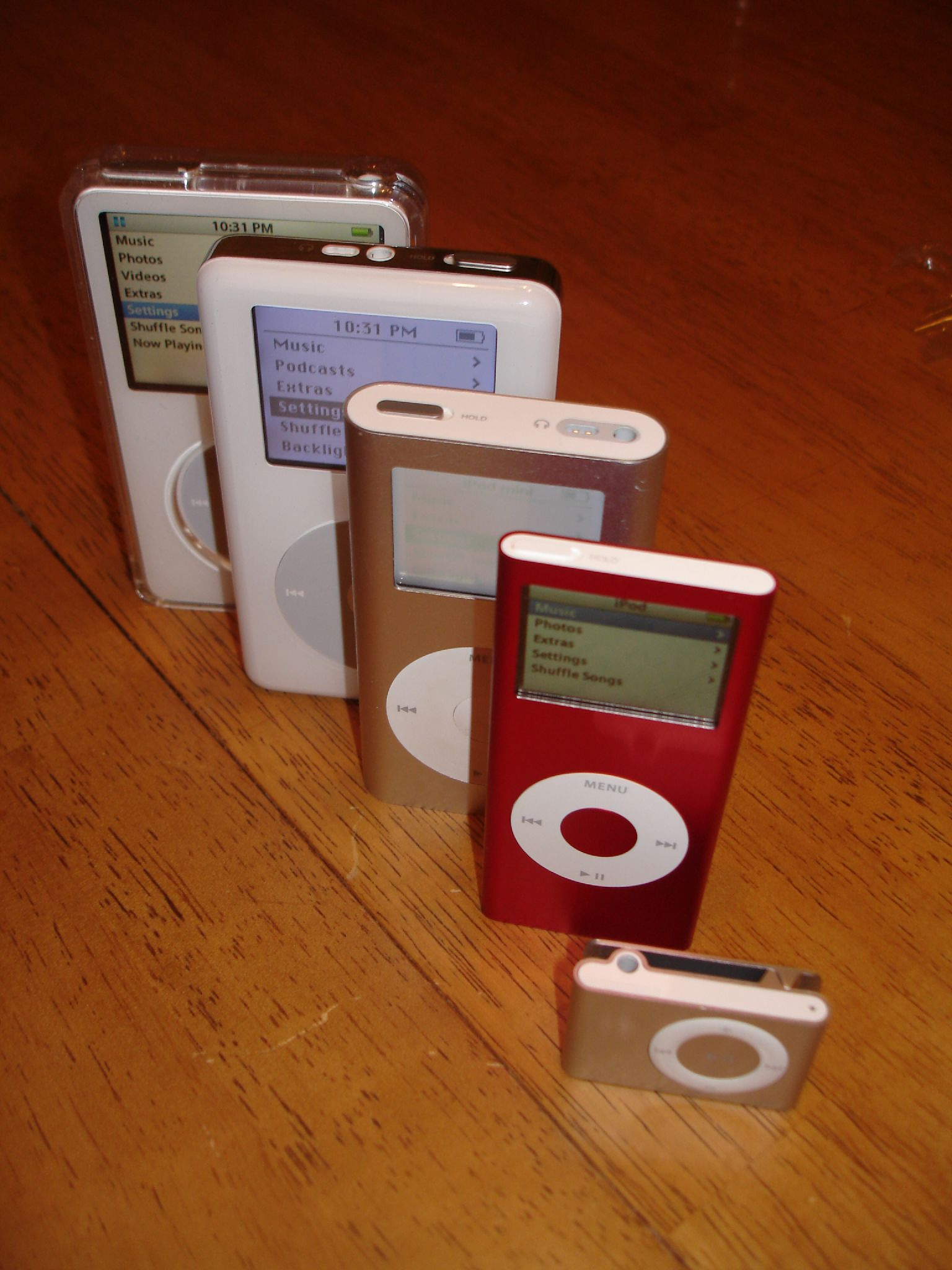
iPod változatok

Az iPod zenei számok és videók lejátszására alkalmas, hordozható készülék, melyet az Apple Inc. tervezett és hozott kereskedelmi forgalomba. Az első generációt 2001. október 23-án dobták piacra. 2008-ra a termékkínálatban helyet kaptak a merevlemezes iPod Classicok, az érintőképernyős iPod Touch, a videólejátszásra is képes iPod Nano, a kijelző nélküli iPod Shuffle és az iPhone. Már nem kaphatóak az iPod Mini és annak színes kijelzős iPod Photo nevű változata (ez utóbbi összeolvadt a Classic modellel). 2014. szeptember közepe óta az iPod Classic modellek gyártása és forgalmazása is leállt. Ezek a típusok merevlemezen tárolják a médiaállományokat, míg az összes többi modell flashmemóriát használ, lehetővé téve a kisebb méretű lejátszók gyártását. (A Microdrive mini merevlemezt használó Mini modellt két generáció után visszavonták a forgalomból). Ahogy minden más digitális zenelejátszó, a iPod Touch kivételével az összes iPod működtethető külső adattárolóként is. A tárolókapacitás modellenként változik.
Az Apple iTunes szoftverével tölthetőek fel rá a zeneszámok, macOS vagy Windows operációs rendszerekről. Azon felhasználók számára, akik nem szeretnék használni az Apple szoftverét, vagy olyan platformot használnak, mely az iTunes futtatására nem képes, számos nyílt forráskódú alternatíva érhető el. Az iTunes és alternatívái a zenei állományokon kívül képeket, videókat, játékokat, e-mail-beállításokat, webes könyvjelzőket, naplóbejegyzéseket és elérhetőségeket képesek az adott funkciót támogató iPod modellekre juttatni. A termékcsalád fejlesztésekor az Apple nagy hangsúlyt fektetett az egyedi felhasználói felület kialakítására. 2009 novemberére már 150 millió iPodot adtak el világszerte, így ez lett minden idők legnagyobb példányszámban eladott médialejátszója.

## Fenntarthatósági vonatkozások
Az eladások számát a Villanykörte összeesküvés című dokumentumfilm szerint növelte, hogy a készülék akkumulátorát direkt úgy tervezték, hogy az akkumulátor 18 hónap után tönkrement és külön akkumulátort nem forgalmaztak, így a készülék tönkremenése esetén újat kellett vásárolni. Az ügyből per lett, amelynek nyomán az Apple meghosszabbította a garanciát. De a per előtti időszakban ez növelte a termelődő veszélyes hulladék mennyiségét és termelési oldalon is problematikus, mert az okos telefonokban is használatos tantál nevű fém bányászata miatt egyes gorilla populációk életfeltételei erősen romlanak, ezért nagyon fontos a mobiltelefonok újrahasznosítása.

## iPod modellek
- iPod Shuffle, 4. generációs, 2 illetve 4 GB-os változatban kapható. Zenehallgatásra és adattárolásra alkalmas, öt színben kapható (fekete, szürke, kék, zöld és rózsaszín). Az új Shuffle visszakapta gombjait, így csak alig kisebb, mint a 2. generációs modell. A 2GB-os modell 500, míg a 4GB-os 1000 szám tárolására alkalmas.
- iPod Nano, A legújabb 6. generációs modell 1,5" érintőkijelzőjével videó megjelenítésére is alkalmas. Az új generáció egy apró multi-touch kijelzőt kapott. Alumínium borítású, 8 és 16 GB-os változatokban kapható.
- iPod Touch, a legújabb iPod, az iPhone mintájára érintőképernyővel rendelkezik és zene, video, fénykép, hangoskönyv és podcast lejátszás mellett már webböngészésre is használható a beépített WiFi antennának köszönhetően.

### Kifutott modellek
- iPod Mini. 4 és 6 GB-os merevlemezzel ellátott modellek (voltak), többféle színben.
- iPod Shuffle (1., 2. generáció). 512 MB, 1, 2 GB-s változatban gyártották, színes műanyag borítással.
- iPod Nano (1., 2. és 3. generáció). 2, 4, és 8 GB-os változatban gyártották, színes alumínium borításban.
- „Az” iPod (1.- 5. generáció). 30, 60 és 80 GB-os merevlemezzel szállították, zene lejátszással, digitális képek megjelenítésével, videó lejátszási képességgel, színes képernyővel, fekete és fehér színben is kapható volt. (5. generáció)
- iPod U2. Fekete-vörös színben, a U2 együttes tagjainak gravírozott szignójával a hátán.
- Harry Potter Collector's iPod. Különleges iPod a Harry Potter rajongóinak, a hátán a Hogwarts (Roxfort) címerével, kizárólag 30 GB-os, fehér színű változatban (volt) kapható.
- iPod Classic, a 6. generációs modell már 40000 db zeneszám tárolásra volt alkalmas 80 illetve 160 GB-os kapacitásával. Ezenfelül videók, képek, hangoskönyvek és podcastok lejátszására is képes volt az iPod Nanohoz hasonlóan. Több színben volt kapható, beleértve a limitált szériájú RED (piros) kollekciót.

## Támogatott zene formátumok
- MP3 (8-320 kbps – iPod Shuffle, 16-320 kbps – iPod Nano, iPod Classic)
- MP3 VBR
- AAC (8-320 kbps)
- védett AAC (az iTunes Storeból, M4A, M4B, M4P)
- Audible (formats 2, 3, and 4) és WAV

## Videó és Linux futtatása iPod-on
Néhány programozó elkészítette a Linux rendszer iPod-ra szánt változatát. Az iPodLinux internetes oldalon az install szóra rákeresve megtalálható egy adott oprendszerhez és iPodhoz tartozó telepítési útmutató. Az iPodLinux-szal érkező podzilla csomag tartalmaz videolejátszót is, amely az 5. generációs iPodon kívül mindegyiken futtatható.

## Rockbox
A Rockbox egy másik rendszer az iPodra, amely gyakorlatilag arra képes, mint a Linux, de így nem kell rejtett, Windows által láthatatlan partíciókat használni, kisebb és egyszerűbb is.
Segítségével akár egy 1. generációs nanón is nézhetünk filmeket, zeneformátumokból nagyon sokat támogat (pl. FLAC), és képeket is nézegethetünk iPod-generációtól függetlenül. Ha a Rockbox-os iPodot a PC-re kötjük, gombjait távirányítóként is használhatjuk.